# Eopyrenula grandicula
Eopyrenula grandicula är en lavart som beskrevs av Coppins. Eopyrenula grandicula ingår i släktet Eopyrenula och familjen Dacampiaceae.   Inga underarter finns listade i Catalogue of Life.